# Мошков, Геннадий Юрьевич
Генна́дий Ю́рьевич Мошко́в (род. 11 сентября 1946, Мелитополь, Запорожская область) — деятель российских спецслужб, начальник Управления ФСБ России по Калининградской области, первый заместитель начальника Организационно-инспекторского управления ФСБ России (1999—2000), заместитель руководителя Департамента экономической безопасности ФСБ России — начальник Управления «Т» (2000—2001), заместитель Министра транспорта Российской Федерации (2001—2004), вице-адмирал.

## Биография
Родился 11 сентября (в ряде источников ошибочно — 2 февраля) 1946 года в городе Мелитополь Запорожской области Украинской ССР (ныне — Украины). 
Окончил судоводительский факультет Мурманского высшего инженерного морского училища. В 1973—1980 годах находился на комсомольской и партийной работе. Окончил Высшую школу Комитета государственной безопасности СССР. 
С 1980 года — в органах государственной безопасности СССР, а затем Российской Федерации. До сентября 1999 года занимал должность начальника Управления ФСБ России по Калининградской области.
В 1999—2000 годах — первый заместитель начальника Организационно-инспекторского управления ФСБ России. В 2000—2001 годах — заместитель руководителя Департамента экономической безопасности ФСБ России— начальник Управления «Т» (по контрразведывательному обеспечению объектов транспорта).
С 26 декабря 2001 по 12 августа 2004 года — заместитель Министра транспорта Российской Федерации. В данной должности курировал вопросы кадровой политики, социального развития, а позднее также и вопросы транспортной безопасности. От занимаемой должности освобождён в связи с упразднением Министерства (Указом Президента Российской Федерации от 9 марта 2004 года № 314 Министерство транспорта Российской Федерации было упразднено и вошло в состав Министерства транспорта и связи Российской Федерации, которое в свою очередь в мае 2004 года было разделено на Министерство транспорта Российской Федерации и Министерство информационных технологий и связи Российской Федерации).
Член Федеральной антитеррористической комиссии (2002—2004), Государственной комиссии по проведению Всероссийской переписи населения (2002—2004), Комиссии РФ по осуществлению международной стратегии уменьшения опасности бедствий (2003—2004), Правительственной комиссии по делам молодёжи (2002—2004), Комиссии по вопросам международной гуманитарной помощи при Правительстве Российской Федерации (2002—2004), Правительственной комиссии по предупреждению и ликвидации чрезвычайных ситуаций и обеспечению пожарной безопасности (2003—2004), Межведомственной комиссии по координации участия Российской Федерации в миротворческой деятельности (2002—2004), Межведомственной комиссии по охране труда (2002—2004), Правительственной комиссии по противодействию злоупотреблению наркотическими средствами и их незаконному обороту (2002—2004). Представитель Правительства Российской Федерации в Российской трёхсторонней комиссии по регулированию социально—трудовых отношений (2002—2004). Избирался членом совета директоров ОАО «Новороссийское морское пароходство» (2001), председателем Совета директоров ПАО «Челябметрострой» (2017).
С 2004 года — президент Международной ассоциации по опасным грузам и контейнерам. Также с 2004 года являлся советником Министра транспорта Российской Федерации (на общественных началах).
Вице-адмирал.
Действительный государственный советник Российской Федерации 2-го класса (11.03.2003).

## Награды
- медали СССР и Российской Федерации;
- юбилейный нагрудный знак «В память 200-летия Управления водяными и сухопутными сообщениями» (2009);
- нагрудный знак «Почетный работник транспорта России» (2005).